# Benjamin Kolff

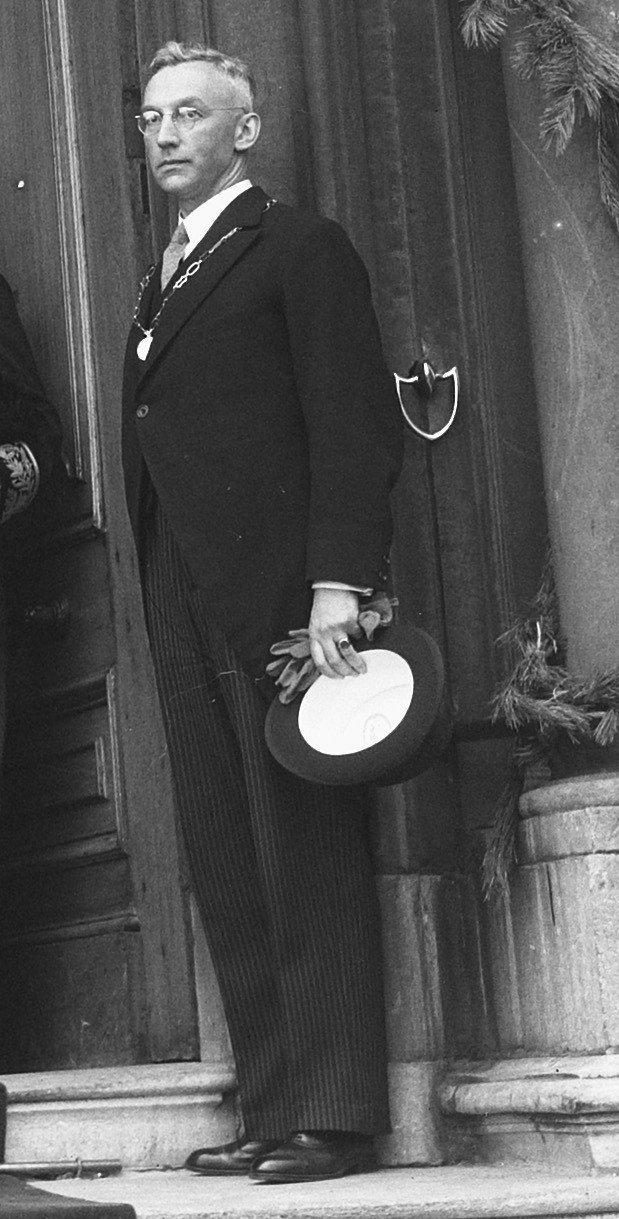
Burgemeester B. Kolff (1950)

Benjamin Kolff (Rotterdam, 13 september 1902 – Veenendaal, 21 juli 1982) was burgemeester van Vlissingen van 1946 tot 1967. Kolff was partijloos.

## Loopbaan
Vlissingen, dat zwaar gehavend uit de Tweede Oorlog was gekomen, werd tijdens zijn burgemeesterschap, sterk uitgebreid. Het aantal inwoners werd meer dan verdubbeld. Grote delen van de oude stad werden afgebroken en deels opgeslokt door de scheepswerf De Schelde, hele straten verdwenen, maar er kwamen nog meer nieuwe bij. In 1946 vormde burgemeester Kolff een comité ter voorbereiding van de vervaardiging en plaatsing van monument ter nagedachtenis van de gesneuvelden van het No. 4 Commando van het Britse leger dat deelgenomen had aan de bevrijding van Walcheren in 1944.

## Privéleven
Mr. Kolff stamde uit het Nederlands patriciërsgeslacht Kolff, dat vijftien burgemeesters voortbracht. Hij is tweemaal gehuwd geweest. Uit zijn eerste huwelijk kwamen twee dochters en twee zoons voort. Zijn eerste vrouw was een dochter van prof. dr. Etsko Kruisinga. Zij overleed in 1963 door een verkeersongeval. Zijn tweede vrouw Adriana Margaretha Kolff was een ver familielid van hem.

## Onderscheidingen
- Officier in de Orde van Oranje-Nassau

- Gemeinsame Normdatei: 123876443
- International Standard Name Identifier: 0000 0000 1511 2487
- Nederlandse Thesaurus van Auteursnamen: 074323555
- Virtual International Authority File: 77233606
- WorldCat: E39PBJrWBchmh9PBpMMRRXrKBP